# Le Prix à payer (livre)
Pour les articles homonymes, voir Le Prix à payer.
Le Prix à payer est un récit autobiographique de Joseph Fadelle paru en mars 2010.
L'histoire commence par le récit d'un attentat dont Joseph Fadelle est victime le 22 décembre 2000 en Jordanie : son oncle et ses frères tentent de le tuer en raison de la fatwa prononcée contre lui par l'ayatollah al-Sadr. Il se poursuit par le récit de sa conversion au christianisme, de 1987 à 1998 et de sa fuite d'Irak, de 1999 à 2001.

## Résumé

### Partie 1: Conversion
Mohammed al-Sayyid al-Moussaoui est le fils d'un riche chef de clan irakien, Fadel-Ali. En 1987, pendant la guerre Iran-Irak, il commence son service militaire. Son père utilise ses relations pour qu'il soit envoyé à bonne distance du front, à Bassorah. Là, il rencontre un chrétien, Massoud, qu'il pense d'abord convertir à l'islam.
Devenu peu à peu ami avec Massoud, il lui emprunte à son insu et lit un livre intitulé Les Miracles de Jésus. En en parlant plus tard avec lui, Massoud lui demande de relire le Coran, en s'attachant au sens de ce qu'il lit. Mohammed constate alors qu'un certain nombre de versets lui posent problème, de même que les prescriptions du Coran concernant les femmes. Ni les réponses de l'ayatollah Ali Ayatla, ni la lecture de la vie de Mahomet ne parviennent à le convaincre que ces versets viennent bien d'Allah, notamment parce que la vie de Mahomet lui-même ne suit pas ces préceptes. Déconcerté, Mohammed sent qu'il croit toujours en Allah, mais qu'aucune religion ne permet de l'atteindre.
Il fait alors un rêve où un homme d'une grande beauté lui demande de venir le rejoindre en traversant un ruisseau et en mangeant le « pain de vie ». Massoud lui prêtant alors une Bible, il commence à lire l'évangile selon Saint Jean où il trouve l'explication à son rêve : « Je suis le pain de vie, celui qui vient à moi n'aura plus jamais faim… » (Jn, 6, 51).
Mohammed veut alors partager sa foi en Jésus-Christ avec Massoud, mais celui-ci se fâche et lui interdit d'en parler avec quiconque, car à la suite de cette conversion, ils seraient tous deux menacés de mort au titre de la charia. Massoud l'initie à la religion chrétienne puis quitte le camp brutalement. Mohammed, exempté par les relations de son père, retourne vivre dans sa famille mais cette vie lui semble insupportable, car il est obligé de mentir à ses proches pour leur cacher sa nouvelle foi.
Sans nouvelles de Massoud, il décide d'entrer dans la communauté chrétienne de Bagdad pour approfondir sa foi mais est systématiquement rejeté des églises à chaque demande. Les prêtres et même l'évêque refusent de le préparer au baptême, les conversions de musulmans mettant en danger toute la communauté, car le prosélytisme est puni de mort en Irak. Cette situation se prolonge plusieurs années.
En 1992, son père le marie à une jeune femme, Anouar, qui lui donnera un premier enfant, Azhar, le 25 décembre 1992. Il peut alors vivre dans sa propre maison et poursuit ses tentatives pour entrer en contact avec la communauté chrétienne. Il se lie d'amitié avec un commerçant chrétien, Michael, et peut l'accompagner à la messe. Celui-ci lui présente le père Koder, que Mohammed fréquente de plus en plus.
Anouar, intriguée par ce comportement, croit qu'il fréquente une autre femme et son mari doit lui avouer qu'il est devenu chrétien. Elle le fuit alors pour retourner dans sa famille, puis revient chez son mari. Ayant eu elle aussi un rêve, elle lui demande de l'initier à sa foi puis ils se rendent ensemble à la messe et aux rencontres avec le père Koder. Tous deux désireux d'être baptisés, ils finissent par rencontrer le père Gabriel (« Abouna Gabriel »), qui accepte de les y préparer.
En juin 1997, les frères de Mohammed fouillent sa maison en son absence et y trouvent une Bible. Interrogeant son fils Azhar, celui-ci fait devant eux le signe de croix, leur révélant ainsi la religion de son père. Le lendemain, il est arrêté par sa propre famille qui condamne sa conversion et pense le tuer. Il est finalement conduit à Nadjaf, devant l'ayatollah Mohammad Sadeq al-Sadr qu'il parvient à faire douter et qui prononce une fatwa contre lui : s'il se confirme qu'il est chrétien, il doit être tué.
Il est alors conduit à la prison al-Hakimieh par son cousin, membre des services secrets. Il y devient le numéro 318, enfermé avec une quinzaine d'autres détenus et torturé pendant près de trois mois. Sous-alimenté, il perd plus de la moitié de son poids et doit subir une intervention chirurgicale à la suite d'une infection. Il tient bon grâce à la prière et est finalement relâché, après plus d'un an, sans avoir donné les noms de ses amis chrétiens.
Sa famille organise une grande fête pour son retour et, pour cacher sa conversion, fait croire qu'il a été déporté par le régime de Saddam Hussein à la place d'un autre. Il retrouve Anouar et ses enfants mais sa famille surveille ses faits et gestes.

### Partie 2: L'exode
Après plusieurs mois, Mohammed retourne voir le père Gabriel. Celui-ci lui demande de diminuer la fréquence de leurs rencontres, en raison du danger que cela représente puis, au nom de l'Église, lui ordonne de quitter l'Irak. Mohammed et sa famille acceptent difficilement et, en janvier 2000, commencent leurs préparatifs.
Toujours surveillé par ses proches, son seul moyen d'obtenir de l'argent consiste à vendre les bijoux d'Anouar, seuls biens que les femmes musulmanes ont le droit de posséder. Sous le coup d'une interdiction de voyager, probablement due à sa famille, il doit corrompre un fonctionnaire pour obtenir un visa de sortie qui doit lui permettre d'entrer en Jordanie.
Il y est accueilli par la sœur Myriam, grâce à qui il trouve une maison à louer puis un hébergement dans une famille du village de Fouheis, près d'Amman. Quelques mois plus tard, sa sœur Zahra retrouve sa trace, ce qui l'oblige à ne plus sortir de sa maison, sauf pour la messe. Il rencontre alors Mgr Bassam Rabah qui accepte de le préparer au baptême.
Il est baptisé, ainsi que sa famille, et communie pour la première fois le 22 juillet 2000 à Amman. Il se fait appeler Youssef (et Anouar, Marie) et travaille sur des chantiers. Pendant la construction d'une chapelle, il s'emporte et frappe violemment un ouvrier musulman qui était monté sur l'autel. L'affaire arrangée, il devient le sacristain. Il apprend que Massoud a été tué dans un accident de voiture peu après leur dernière rencontre.
Alors qu'ils sont devenus clandestins à la suite de l'expiration de leur permis de séjour, sa femme et ses enfants obtiennent un visa pour la France grâce au Haut Commissariat des Nations unies pour les réfugiés, mais pas lui, à cause d'une mésentente avec l'avocat. Marie refuse de partir sans lui.
Le 22 décembre 2000, il est retrouvé par son oncle Karim et quatre de ses frères, qui l'emmènent dans une vallée déserte. Après une longue discussion, son oncle lui tire dessus à bout portant sans le toucher. Mohammed s'enfuit, mais est touché à la jambe. Il se réveille dans un hôpital qui refuse de le soigner. Grâce à Sœur Myriam, il se réfugie dans une église et, alors qu'il est entouré de trois médecins, la balle qui était encore dans son mollet disparaît. La radio ne montre aucune lésion, à la grande surprise des médecins.
Lui et sa famille se retirent dans la région du Kérak, où ils échappent à un contrôle de police qui aurait pu les faire expulser, puis à Zarka. Ils obtiennent alors des visas pour la France, par le consul Catherine du Noroit et Pierre Tivelier. Le 15 août 2001, ils réussissent, non sans difficultés à l'aéroport, à prendre l'avion pour la France où ils sont accueillis et assistent à la procession de l'Assomption à Notre-Dame.
Mohammed se fait alors appeler Joseph. Un mois plus tard, il apprend la mort de son père et estime qu'il lui faudra beaucoup de temps pour pardonner à sa famille.

## Critique
Ce livre a fait l'objet de plusieurs critiques dans la presse.
La Revue de Téhéran dénonce une vision biaisée et des clichés sur l'islam. D'après Libération, le succès de l'ouvrage est « révélateur de la peur que suscite l’islam aujourd’hui en Occident ».
Christian Makarian, journaliste à l'Express, en parle comme d'un témoignage poignant sur la persécution des Chrétiens d'Orient, à l'instar de Valeurs actuelles. Le Point parle du « terrible récit d'un converti ».

## Éditions
Le livre est paru :
- aux éditions de l'Œuvre en mars 2010  (ISBN 978-2356310606) ;
- aux éditions de la Loupe en 2011  (ISBN 978-2848683409) ;
- aux éditions Pocket en janvier 2012 sous  (ISBN 978-2266212199).

Le livre est édité dans les langues suivantes :
- Anglais : The Price to Pay, Ignatius Press, 2012, 232 pages,  (ISBN 978-1586175993)
- Allemand : Das Todesurteil: Als ich Christ wurde im Irak., Sankt Ulrich Verlag, 2011, 224 pages  (ISBN 978-3867441964)
- Espagnol : El precio a pagar, ediciones Rialp, 2011, 208 pages  (ISBN 978-8432138812)
- Italien : Il prezzo da pagare. Un uomo e la sua famiglia in fuga dall'Islam., San Paolo edizioni, 2011, 216 pages  (ISBN 978-8821570957)
- Néerlandais : Duur betaald, Uitgeverij Lannoo, 2011, 224 pages  (ISBN 978-9020999860)
- Polonais : Bez względu na cenę, Wydawnictwo Agape, 2011, 224 pages  (ISBN 978-8393261918)